# مقاطعة باكر (جورجيا)
مقاطعة باكر (بالإنجليزية: Baker County)‏ هي إحدى المقاطعات في ولاية جورجيا في الولايات المتحدة الأمريكية.